# Hryczynowicze
Hryczynowicze, Gryczynowicze (biał. Грычынавічы; ros. Гричиновичи) – wieś na Białorusi, w obwodzie homelskim, w rejonie żytkowickim, w sielsowiecie Lenin.

## Nazwa
XIX-wieczny Słownik geograficzny Królestwa Polskiego wymienia kilka nazw miejscowości, z których główną są Gryczynowicze, a alternatywnymi Greczynowicze i Hreczynowicze. Na mapie WIG z 1929 wieś pojawia się jako Hryczynowicze. W Międzywojniu używano także nazwy Gryczynowicze.

## Historia
W XIX i w początkach XX w. osada miejska położona w Rosji, w guberni mińskiej, na zachodnim krańcu powiatu mozyrskiego. Położenie wśród mokradeł powodowało, że Hryczynowicze opisywane były jako miejscowość dzika i niedostępna. Jedyną możliwością dojazdu była wówczas droga wodna. 
W dwudziestoleciu międzywojennym leżały w Polsce, w województwie poleskim, w powiecie łuninieckim, w gminie Lenin (Sosnkowicze). Wówczas była to już wieś. W okresie międzywojennym istniały już drogi leśne do miejscowości.
W 1921 miejscowość liczyła 468 mieszkańców, zamieszkałych w 75 budynkach, w tym 399 Białorusinów, 61 Polaków i 8 osób innej narodowości. 409 mieszkańców było wyznania prawosławnego, 35 mojżeszowego i 24 rzymskokatolickiego.
Po II wojnie światowej w granicach Związku Sowieckiego. Od 1991 w niepodległej Białorusi.

## Warunki naturalne
Hryczynowicze położone są nad dużym mokradłem - Błotem Hryczyn. W pobliżu przepływa Wołcha.